# Westerdeichstrich
Westerdeichstrich ist eine Nachbargemeinde von Büsum an der Westküste des Kreises Dithmarschen in Schleswig-Holstein. Die Ortsteile Westerdeichstrich, Stinteck und Butendörp liegen in dem Ort, der vor allem vom sanften Tourismus geprägt ist.

## Geschichte

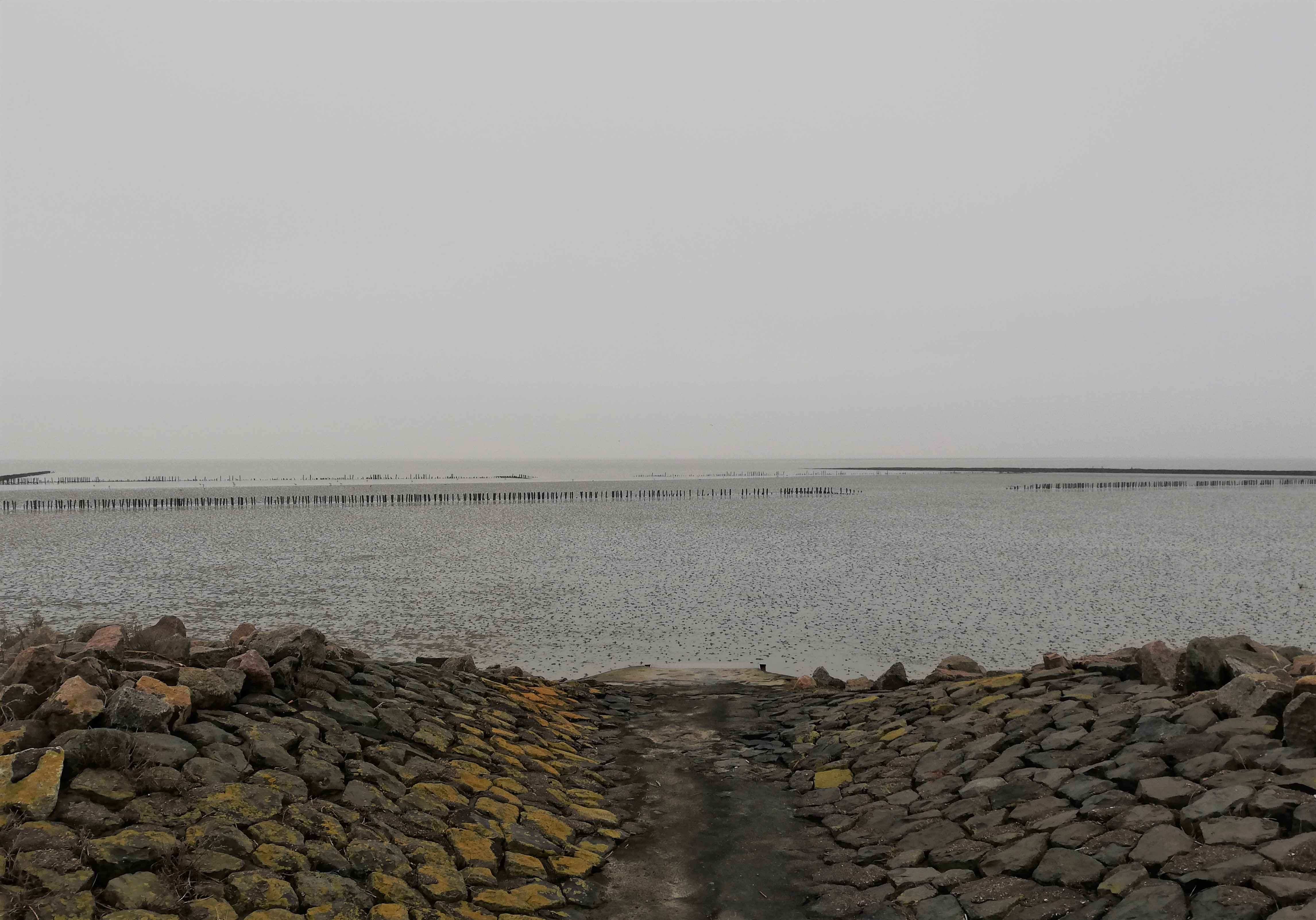
Blick auf das Wattenmeer in Westerdeichstrich

Die 1824 erstmals urkundlich erwähnte Gemeinde liegt unmittelbar an der Nordsee. Bestimmend im Ortsbild ist die Mühle „Margaretha“.
Am 1. April 1934 wurde die Kirchspielslandgemeinde Büsum aufgelöst. Alle ihre Dorfschaften, Dorfgemeinden und Bauerschaften wurden zu selbständigen Gemeinden/Landgemeinden, so auch Westerdeichstrich.

## Politik

### Gemeindevertretung
Bei der Kommunalwahl am 14. Mai 2023 wurden insgesamt elf Sitze vergeben. Diese fielen erneut alle an die Wählergemeinschaft Westerdeichstrich. Die Wahlbeteiligung betrug 48,2 %.

### Wappen
Blasonierung: „In Gold eine eingebogene, am oberen Schildrand abgestumpfte blaue Spitze, darin eine silberne widersehende Seejungfrau, begleitet oben rechts von einer grünen Windmühle und oben links von einem grünen Marschspaten.“
Die Nixe auf dem Wappen der Gemeinde Westerdeichstrich steht als Symbol für den in den 1960er Jahren einsetzenden Fremdenverkehr. Der Spaten weist auf den Deichbau und die Kultivierung der neu gewonnenen Landflächen hin. Die in Westerdeichstrich vorhandene Windmühle „Margaretha“ aus dem Jahre 1845 ist das eigentliche Ortswahrzeichen. Sie stellt gleichzeitig die Entwicklung der Landwirtschaft und des Gewerbes symbolisch dar. Für die Landwirtschaft (Getreideanbau und Weideland) stehen die Farben Gold (Gelb) und Grün. Die Farbe Blau spiegelt die geographische Lage der Gemeinde Westerdeichstrich an der Nordseeküste und die Verbindung der Einwohner zum Element Wasser.

## Tourismus
Der Ort ist vom Tourismus geprägt und erhebt seit der Saison 2010 eine Tourismusabgabe. Er bietet unter anderem zahlreiche Unterkünfte und Restaurantbetriebe, zwei Campingplätze, einen Textil- und einen  Nacktbadestrand (FKK), eine Minigolfanlage und einen Reiterhof.
Zahlreiche Aktivitäten wie zum Beispiel Wandern, Fahrradfahren und Angeln sind in Westerdeichstrich möglich. Durch die Lage am Nationalpark Schleswig-Holsteinisches Wattenmeer werden auch regelmäßig Wattwanderungen angeboten.

## Sehenswürdigkeiten

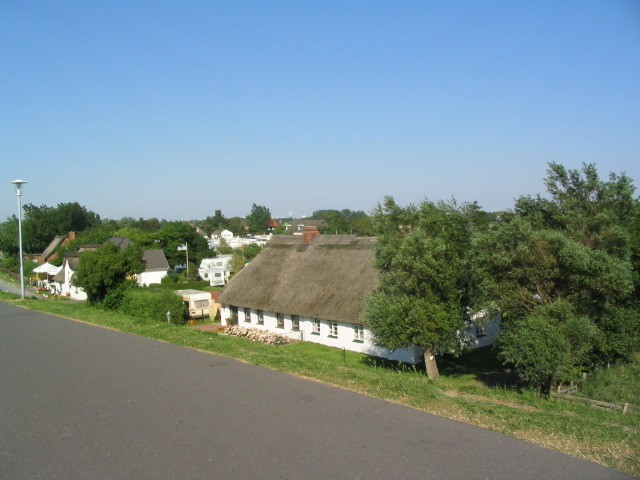
Ortsteil Stinteck, vom Deich aus fotografiert

Neben dem weitläufigen Strand in Stinteck mit Abschnitten für FKK und Hunde wird das Ortsbild von Westerdeichstrich von der Mühle Margaretha geprägt. Diese wurde im Jahr 1845 gebaut und dient heute als Hotel und Restaurant.
In der Liste der Kulturdenkmale in Westerdeichstrich stehen die in der Denkmalliste des Landes Schleswig-Holstein eingetragenen Kulturdenkmale.